# Ainhoa Santamaría
Ainhoa Santamaría Ballesteros (Vitoria, 20 de marzo de 1980) es una actriz española ganadora del Premio Max a mejor actriz de reparto.

## Trayectoria
Desde temprana edad tuvo predilección por las disciplinas artísticas inicialmente relacionadas con el ámbito musical, haciendo danza clásica en el conservatorio José Uruñuela y solfeo en el conservatorio vitoriano Jesús Guridi. También fue miembro del coro Santa María-Zintzarri.
Con apenas 14 años participó en el mediometraje La leyenda de un hombre malo. Posteriormente, se la pudo ver en el cortometraje El invierno de Tornalia, donde encarnaba a una hechicera que aceptaba una peculiar misión. Su primer contacto con el mundo del teatro fue en 1997 en la obra La dama boba de Lope de Vega. Como aficionada participó también en la lorquiana Bodas de Sangre. 
Con 17 años cambió su ciudad de nacimiento por Zaragoza para estudiar Historia del Arte, aunque pronto se decantó de nuevo por los tablados, ensayando con un grupo teatral en un almacén de ropa interior femenina. Unos años después, se trasladó a Madrid con el firme objetivo de convertirse en actriz. Ingresó en la Real Escuela Superior de Arte Dramático, licenciándose en 2005. Durante su formación en la RESAD participó en obras como Lo que dejé por ti, donde simultáneos roles tan diferentes como los de inmigrante y policía, o Presas, basada en la dictadura franquista, que le dio la oportunidad de subirse a un gran teatro como la sala Valle-Inclán y que significó su primer trabajo remunerado como actriz.
A comienzos de 2006 participa en un capítulo de El Comisario, y poco después en la serie de TVE Con dos tacones. A partir de entonces la actriz empezó a compaginar los escenarios con colaboraciones en televisión. En teatro actuó en Maniquís, de Ernesto Caballero, Esa Cara, de Pilar Massa, o Contracciones, de Marta Betoldi. Fue con la obra Todos eran mis hijos, del argentino Claudio Tolcachir, con la que consiguió una nominación a mejor actriz de reparto de la Unión de Actores y Actrices en 2011.
En televisión apareció en La chica de ayer, Amar en tiempos revueltos y Águila Roja. Pero fue en Isabel donde la actriz se dio a conocer al gran público, dando vida durante tres temporadas a la consejera y amiga íntima de la reina Isabel, Beatriz de Bobadilla. Ha sido hasta el momento su mayor trabajo interpretativo en televisión. Posteriormente ha aparecido en Ciega a Citas o La casa de papel. 
En 2014, la delicada situación que vivía el teatro y el mundo de la cultura en general llevó a la actriz, junto a otras y otros compañeros con los que compartió cartel en Todos eran mis hijos, a montar su propia compañía, enTRAMAdos Teatro. De ahí surgió el proyecto Feelgood, una obra escrita por Alistair Beaton, que fue candidata a los Premios Max como Mejor Espectáculo, Mejor Dirección y Mejor Adaptación.
Posteriormente, cuatro de los miembros de enTRAMAdos, Fran Perea, Javier Márquez, Manuela Velasco y la propia Ainhoa Santamaría, forman la cooperativa Feelgood Teatro, cuyo objetivo es centrarse en autores contemporáneos. Esta compañía es quien produce La estupidez, de Rafael Spregelburd, y con quien Santamaría logra su mayor reconocimiento como actriz, el premio Max a mejor actriz de reparto en 2017. Ese mismo verano, es nombrada pregonera de las Fiestas de La Blanca de Vitoria, un honor para ella tratándose de su ciudad natal.
La actriz actuó en 2017 en la obra Sueño, de Andrés Lima, inspirada en las comedias de Shakespeare. En 2018 dio vida a la inspectora que investiga el asesinato de Marina en la serie juvenil de Netflix Élite.

## Filmografía

### Cine
| Año  | Título                   | Personaje            | Director           |
| ---- | ------------------------ | -------------------- | ------------------ |
| 2016 | La corona partida        | Beatriz de Bobadilla | Jordi Frades       |
| 2019 | Mientras dure la guerra  | Enriqueta            | Alejandro Amenábar |
| 2021 | Madres paralelas         | Cuidadora guardería  | Pedro Almodóvar    |
| 2021 | Las leyes de la frontera | Rosa                 | Daniel Monzón      |

### Televisión
| Año         | Título                             | Canal                   | Personaje            | Notas        |
| ----------- | ---------------------------------- | ----------------------- | -------------------- | ------------ |
| 2006        | El comisario                       | Telecinco               | Mujer                | 1 episodio   |
| 2006        | Con dos tacones                    | La 1                    | Extra                | 1 episodio   |
| 2008 - 2009 | Amar en tiempos revueltos          | La 1                    | Candela Écija Morán  | 84 episodios |
| 2009        | La chica de ayer                   | Antena 3                | Extra                | 1 episodio   |
| 2009        | Águila Roja                        | La 1                    | Extra                | 1 episodio   |
| 2012 - 2014 | Isabel                             | La 1                    | Beatriz de Bobadilla | 31 episodios |
| 2014        | Ciega a citas                      | Cuatro                  | Inés                 | 8 episodios  |
| 2017        | La casa de papel                   | Antena 3                | Laura                | 1 episodio   |
| 2018 - 2020 | Élite                              | Netflix                 | Inspectora           | 24 episodios |
| 2019 - 2021 | Señoras del (h)AMPA                | Prime Video / Telecinco | Anabel Sorolla       | 26 episodios |
| 2022        | Apagón                             | Movistar+               | Eva                  | Episodio 2   |
| 2025        | Ladrones: La tiara de santa Águeda | Disney+                 | Mercedes             | 6 episodios  |

## Premios y candidaturas
| Año  | Premio                      | Categoría                             | Trabajo nominado        | Resultado | Ref.   |
| ---- | --------------------------- | ------------------------------------- | ----------------------- | --------- | ------ |
| 2015 | Unión de Actores y Actrices | Mejor actriz secundaria de televisión | Isabel                  | Nominada  | [ 12 ] |
| 2017 | Premios Max                 | Mejor actriz de reparto               | La estupidez            | Ganadora  | [ 13 ] |
| 2020 | Premios Goya                | Mejor actriz revelación               | Mientras dure la guerra | Nominada  | [ 14 ] |